# SC-02J
ドコモ スマートフォン Galaxy S8 SC-02J（ドコモ スマートフォン ギャラクシー エスエイト エスシーゼロニジェイ）は、韓国のサムスン電子によって日本国内向けに開発された、NTTドコモの第4世代移動通信システム（PREMIUM 4G）・第3.9世代移動通信システム（Xi）・第3世代移動通信システム（FOMA）対応端末である。ドコモ スマートフォン（第2期）のひとつ。

## 概要
SC-02Hの後継機種で、NTTドコモのスマートフォンとしては最大級のバッテリー容量を搭載している。
先代機種と比べて画面が縦に伸びたのが特徴で、本機種よりナビゲーションバーがオンスクリーンに変更された。
これに伴い、指紋センサーはメインカメラの横に移動している。
また、Galaxy S7 edge同様、ディスプレイの両側面が丸みを帯びたデザインになっているため、5.8インチの大画面ながら手にフィットするように出来ている。
キャッチコピーは「このスマホ、『枠』にハマらない。」。

## 主な機能
| 主な対応サービス                                                           | 主な対応サービス                                      | 主な対応サービス                     | 主な対応サービス                                                  |
| -------------------------------------------------------------------------- | ----------------------------------------------------- | ------------------------------------ | ----------------------------------------------------------------- |
| タッチパネル/加速度センサー                                                | PREMIUM 4G/Xi/FOMAハイスピード/VoLTE(HD+対応)         | Bluetooth                            | dカード/おサイフケータイ/NFC/かざしてリンク/赤外線/トルカ         |
| ワンセグ/フルセグ                                                          | メロディコール                                        | テザリング                           | WiFi IEEE802.11a/b/g/n/ac                                         |
| GPS                                                                        | ドコモメール/電話帳バックアップ                       | デコメール/デコメ絵文字/デコメアニメ | iチャネル                                                         |
| エリアメール/ソフトウェアアップデート自動更新/生体認証 (指紋／虹彩)/スグ電 | デジタルオーディオプレーヤー(WMA・MP3他)/ハイレゾ音源 | GSM/3Gローミング(WORLD WING)         | フルブラウザ/Flash Player                                         |
| Google Play/dメニュー/dマーケット                                          | Gmail/YouTube                                         | バーコードリーダ/名刺リーダ          | ドコモ地図ナビ/ドコモ ドライブネット/Google Maps/ストリートビュー |

## 歴史
- 2017年3月29日 (現地時間) - アメリカ・ニューヨークで行われた「Galaxy UNPACKED 2017」にてサムスン電子よりグローバルモデル発表。この時点は日本国内での販売は未定だった[6]。
- 2017年5月24日 - NTTドコモより公式発表。
- 2017年6月8日 - 発売開始。

## アップデート・不具合など
2017年6月12日のアップデート
- より快適に利用できるよう品質を改善。
  - 画面下のナビゲーションバーを、表示状態または非表示状態に選択できるようになる。[8]
- Androidセキュリティパッチレベルが2017年6月1日になる。
- ビルド番号がNRD90M.SC02JOMU1AQDIからNRD90M.SC02JOMU1AQEIになる。